# Heqdesh
Heqdesh, auch Heḳdesh oder Heḳdesch, (hebräisch הֶקְדֵּש, Plural: הֶקדֵּשוֹת, heqdešōt / Heqdeschoth / Heḳdeschoth; „das Geweihte“, mildtätige Stiftung), eingedeutscht Heckhaus, ist die veraltete Bezeichnung für ein jüdisches Armen- und Krankenhaus.
In Deutschland und Österreich entstanden die Heqdeschoth, oftmals auch Judenspitäler genannt, im ausgehenden Mittelalter und in der frühen Neuzeit als Alternativen zu den christlichen Hospizen, in denen Juden nicht aufgenommen oder in der Einhaltung ihrer rituellen Vorschriften behindert wurden.
Heqdeschoth sind unter anderem belegt für Berlin, Dessau, Frankfurt am Main, Fürth, Köln, Jebenhausen, Nürnberg, Regensburg, Trier, Ulm, Wien, Worms.